# Lars Physant
Lars Physant ( Copenhaguen, 24 d'abril de 1957 ) És un artista danès, pintor avanguardista i conceptual, amb arrels en el naturalisme i el realisme. Entre les seves primeres influències hi figuren CW Eckersberg, Christen Købke, J.Th. Lundbye, Wilhelm Hammershøi, Vermeer van Delft, Claude Monet i Georges Seurat. És especialment conegut per haver desenvolupat el concepte de Realisme Multiversal i haver pintat retrats de diversos membres de la família reial danesa i grega. Des del 1994 està afincat a Catalunya

## Biografia
Lars Physant va començar a dibuixar des de molt petit. A l'adolescència, plasmava les seves idees en trocets de paper que amagava curosament. Finalment, l'any 2005, els va mostrar en una exposició retrospectiva titulada El transit de la llum, al Castell de Benedormiens, Castell d'Aro, (Província de Girona).
El 1986, va crear les il·lustracions per a les edicions danesa i noruega del llibre de JRR Tolkien Tree & Leaf que va presentar en 22 exposicions arreu d'Escandinàvia. El 1987, va col·laborar en un llibre sobre la història de les places de Roma Rom – pladsernes by. L'objectiu era representar cadascuna de les 40 places romanes pintant al natural, sense cap referència fotogràfica, tal com feien els pintors del Segle d'Or Danès. Aquella experiència va durar vuit mesos i el va fornir de material per a diverses exposicions. El 1996 va tornar a Roma per treballar en les 19 acquarel·les del segon volum d'Ole Askov Olsen, Glimt af et glemt Rom, (Un cop d'ull a la Roma oblidada) en aquella ocasió, es va permetre prendre apunts fotogràfics per captar recons desconeguts.
Durant la primera estada a Roma, va quedar molt impressionat per la cultura mediterrània i la lluminositat de la regió. El 1994 va tenir l'ocasió de sojornar un any a Barcelona per preparar una exposició per a la seva galeria de Copenhaguen, aquella experiència engrescadora va marcar un punt d'inflexió a la seva vida i va prendre la decisió d'establir-s'hi definitivament.
El 2009 va viatjar a la India, al Rajasthan va visitar Udaipur i va recórrer 2.500 quilòmetres per carretera fins a Varanasi, lloc sagrat pels hindús, que li va inspirar les obres titulades Lyspassion II – Sankt Hans Dag. Manikarnika Ghat. Varanasi i moltes altres que va exposar a Espanya, Bèlgica i Dinamarca.
L'any 2012 Klaus Rifbjerg li va proposar de crear les il·lustracions del llibre Ferias de Federico García Lorca, (un recull de poemes de joventut inèdits, que el col.leccionista i editor Ramon Soley Cetó havia descobert i adquirit en una subhasta a París i que Rifbjerg i la seva dona Inge havien traduït al danès.) Physant es va endinsar en la vida i l'obra de García Lorca i els seus contemporanis, va estudiar les circumpstàncies històriques de l'època i la cultura del flamenc i va crear les 28 pintures que il·lustren la versió bilingüe danès/espanyol de Ferias, publicada per Gyldendal el 2013. El 2014, tot aquell el material va ser exposat al Museu Casa Natal Federico Garcia Lorca, de Fuente Vaqueros,(Granada) Amb motiu del 116è aniversari de García Lorca, Physant va participar activament en els debats sobre el poeta a Andalusia, al costat de reconeguts especialistes com Ian Gibson, Juan José Téllez, Manuel Francisco Reina, Juan de Loxa i l'experta en cultura flamenca, Lourdes Galvez del Postigo.

## Obres
A partir de 1992, va usar l'expressió Naturalisme introspectiu per descriure la representació del món l'exterior de manera realista al centre de les pintures i el món l'interior a les vores de forma abstracta. La constant divisió i unificació de la imatge crea una interacció permanent entre la continuïtat i la discontinuïtat que descriu els diferents estats d'ànim.
Sempre a la recerca de la fusió entre el realisme i l'abstracció, durant la dècada de 1990, va desenvolupar l'expressió Samlet, splittet virkelighed (Realitat dividida unida).A partir del 1999, va dividir físicament les seves pintures, a les quals va afegir la dimensió del relleu.
Des de llavors, la majoria dels seus quadres van esdevenir fragmentats, de vegades totalment separats o amb espais irregulars, fent servir una tècnica d'acrílics i olis sobre estructures de fusta en relleu.
A la seva obra s'observa un paral·lelisme amb la música, a l'estil de les Enigma Variations d'Edward Elgar, el relleu de les estructures conté moltes visions diferents del mateix tema original que mai s'exposa.
Physant també recorre al psicoanàlisi com a font d'inspiració. El paper de l'inconscient dins la percepció i el procés d'improvisació i composició, sovint relacionats amb el funcionament metafòric i metonímic de la ment. La manera com la memòria emmagatzema i distribueix la percepció està simbolitzada en les diverses capes transparents de pintura superposada. Les investigacions de Sigmund Freud i Jacques Lacan han deixat fortes empremptes en el seu art. “Wo Es war, soll Ich werden”.
La percepció simultània és un concepte present en les seves últimes exposicions Arxivat 2016-03-03 a Wayback Machine. i un dels temes del text d'Else Marie Bukdahl " Flerhed af blikke " (Pluralitat de punts de vista), que fa referència a les teories de Niels Bohr.
Com a conseqüència i evolució de les expressions anteriors, Lars Physant aplica els conceptes de Realisme Contrapuntual i Realisme Multiversal, centrant-se en la pròpia percepció visual,una expressió en el camp de la pintura pura, paral·lela a la de Peter Greenaway en el cinèma i el videoart, que assumeix la fragmentació i la complexitat del segle XXI com un repte a l'articulació artística. El realisme contrapuntistic es refereix, en part, a la influència dels mètodes de treball del pianista canadenc Glenn Gould i la seva manera de concebre la interpretació.

### Pintura retrat
Els retrats ocupen un lloc central en l'obra de Physant. Va començar a dibuixar-los del natural quan tenia 13 anys, buscant sempre la humanitat i l'inconscient per aconseguir l'obra total. Ha retratat músics danesos i internacionals, escriptors, empresaris i membres de la família reial danesa.
El 2014, va retratar SAR la princesa Benedicta de Dinamarca a l'obra titulada Multiversal Realisme en 12 fases, commemorativa del seu 70è aniversari.
El 2015, el Museu Nacional Danès va encarregar a Physant un retrat de SM la Reina Margarida II de Dinamarca pel seu 75è aniversari. El 14 d'abril de 2015 es va fer la presentació oficial del quadre titulat At skabe billeder af billeder (Crear imatges a partir d'imatges) fent referència a les obres d'art de la reina i al projecte artístic de Physant. També es va editar un llibret explicatiu del retrat, amb la simbologia i les referències a la història danesa. Entre els col·laboradors hi havia el director del Museu Nacional de Dinamarca, Per Kristian Madsen, i l'especialista en retrats, Thyge Christian Fønss-Lundberg.
El 2016 Physant es va traslladar a Grècia amb l'encàrrec de pintar un doble retrat de SM el Rei Constantí II de Grècia i SM la Reina consort Anna Maria de Dinamarca que va titular "Den dobbelte Odysse. Vindens løfte" (La doble Odissea. La promesa del vent) i es va inspirar en el mite d'Ulisses, allunyat de la seva estimada Ítaca durant 20 anys (molts menys que la parella reial, que va estar exiliada gairebé 47 anys)
Physant, pinta els retrats amb una tècnica exclusiva d'imatges fragmentades sobre estructures de fusta en relleu que no es poden emmarcar.

### Autoretrat

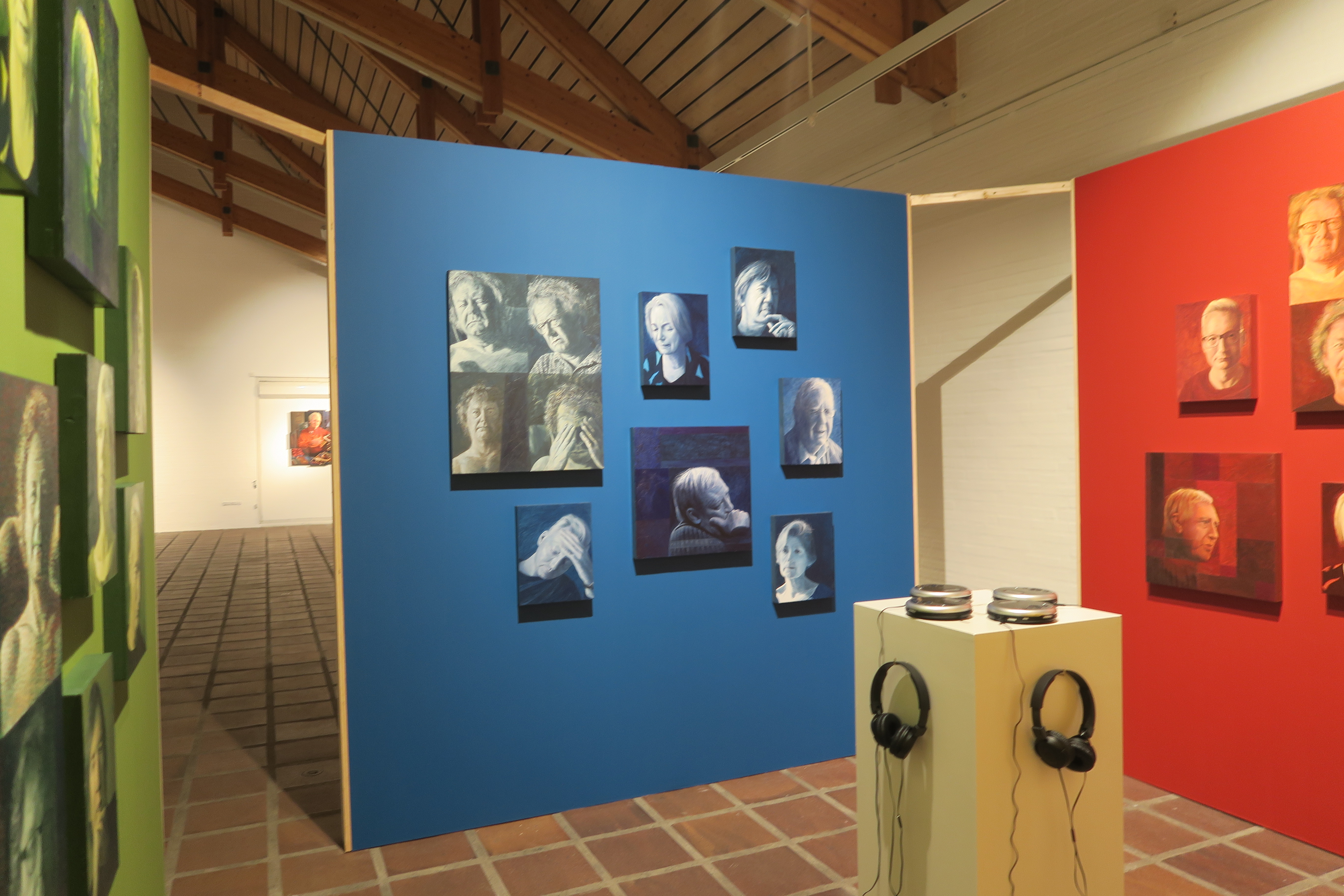
Els quatre temperaments. Aquí el tarannà melancòlic en blau.

Physant va rebre l'encarrec del Vendsyssel Kunstmuseum de pintar el seu autoretrat. L'obra va ser una recreació dels Quatre Temperaments expressats a la Segona Simfonia Opus 16 de Carl Nielsen. El Quadre està compost de quatre pintures que formen un únic retrat que mostra els quatre temperaments clàssics; colèric, flemàtic, melancòlic i sanguini. A més, cadascuna de les quatre parts es divideix també en quatre parts del temperament retratat. Physant ho descriu així: "Des d'un punt de vista metafòric, podríem imaginar que les setze cares són variacions complementàries de la idea d'un AUTORETRAT, una CARA o la VERITAT. Estem convidats a descobrir la veritat d'aquesta cara i així (possiblement) acostar-nos-hi una mica més".
Amb aquest mètode sinestètic, Physant ha pintant els retrats de Rafael Argullol, Klaus Rifbjerg, Michala Petri i altres, que van ser inclosos a l'exposició "SERENDIPIA. Kosmos, Polykosmos, Psykokosmos" a Kastrupgårdsamlingen, Dinamarca l'any 2017-18, expressament acompanyats amb la música de Carl Nielsen, en una completa experiència visual i sonora.

## Premis honorífics
L'abril de 2017, Lars Physant va ser premiat per SM la Reina Margarida II de Dinamarca amb Ridder af Dannebrogordnen (L'orde de Dannebrog ).

## Pintures en llibres
- A skabe billeder af billeder – Portræt af HM Dronning Margrethe II af Danmark, Nationalmuseet, ISBN 978-87-7602-328-7
- ARCHIPIÉLAGO – retrato polifónico de Rafael Argullol, Oriol Alonso Cano, Ediciones del subsuelo, ISBN 978-84-941646-9-9 (pàgina 101)
- FERIAS, Federico García Lorca (suite de poemes d'Inge i Klaus Rifbjerg), Gyldendal 2013, ISBN 978-87-02-15640-9
- Glimt af et glemt Rom (Vista a una Roma oblidada), Ole Askov Olsen, Tanning & Appel 2003 ISBN 87-413-6424-4 Pintures de Lars Physant
- Rom – Pladsernes de (Roma – ciutat de places), Ole Askov Olsen, Tanning & Appel 1996 ISBN 87-413-6343-4 Pintures de Lars Physant
- Tree and Leaf, JRR Tolkien, edició danesa publicada per ZAC 1987 OCLC 464041668 Disseny de portada i il·lustracions de Lars Physant
- Træ og Blæde, JRR Tolkien, edició noruega Tiden Norsk Forlag A/S 1995 ISBN 82-10-03923-7 Disseny de portada i il·lustracions de Lars Physant